# Militsia

Landen waar de politie ooit militsia werd genoemd
Landen waarin de politie nu militsia wordt genoemd

Militsia (Russisch: милиция) was de officiële naam van de politie in verschillende voormalige communistische staten in het Oostblok, waaronder de Sovjet-Unie, maar ook in het niet-gebonden Joegoslavië.
De meeste landen hebben de naam van de politiemacht veranderd in een westerse naam analoog aan "politie". Zo verving Oekraïne in 2015 zijn Militsia (Міліція) door de Nationale Politie van Oekraïne (Національна поліція України, Natsionalna politsia Oekrajiny). Maar de naam militsia is in enkele landen nog altijd in gebruik, zoals Wit-Rusland, Oezbekistan en Tadzjikistan.

## Auto's van de militsia
Enkele (voorheen) gangbare modellen:

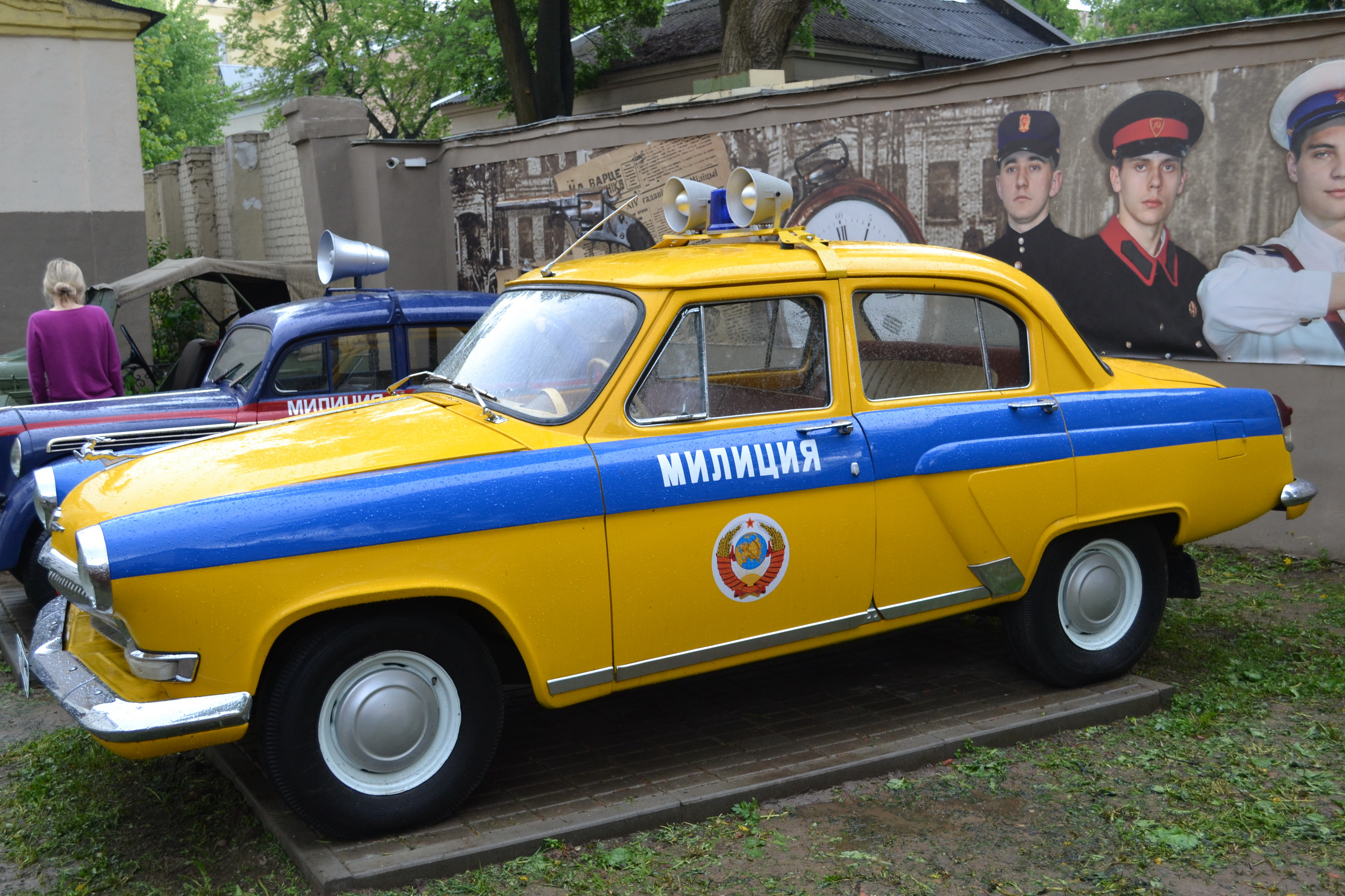
Gerestaureerde GAZ M21 Volga van de Sovjet-militsia (милиция)
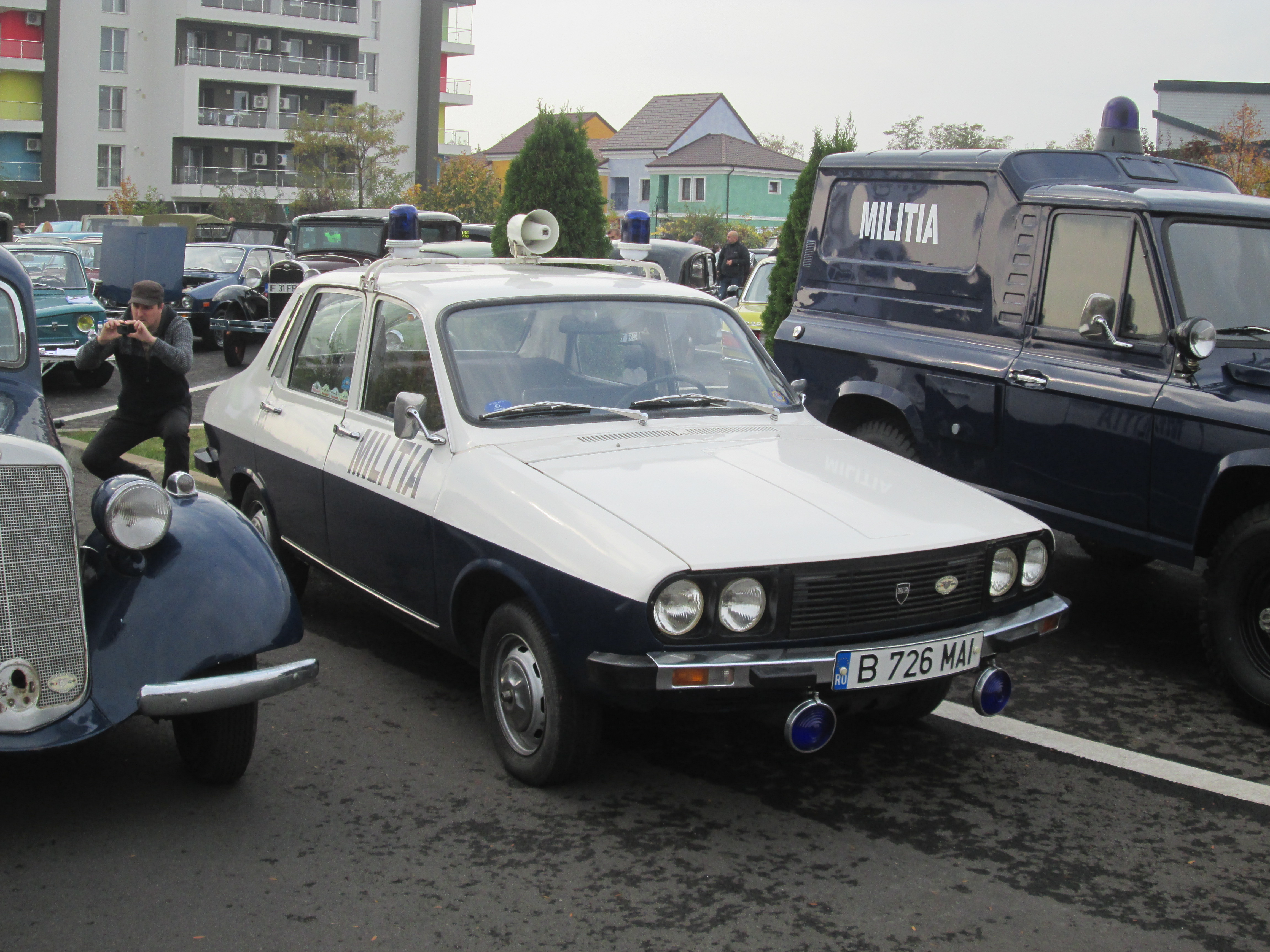
Gerestaureerde Dacia 1310 (1982) van de 'militia' (Socialistische Republiek Roemenië)
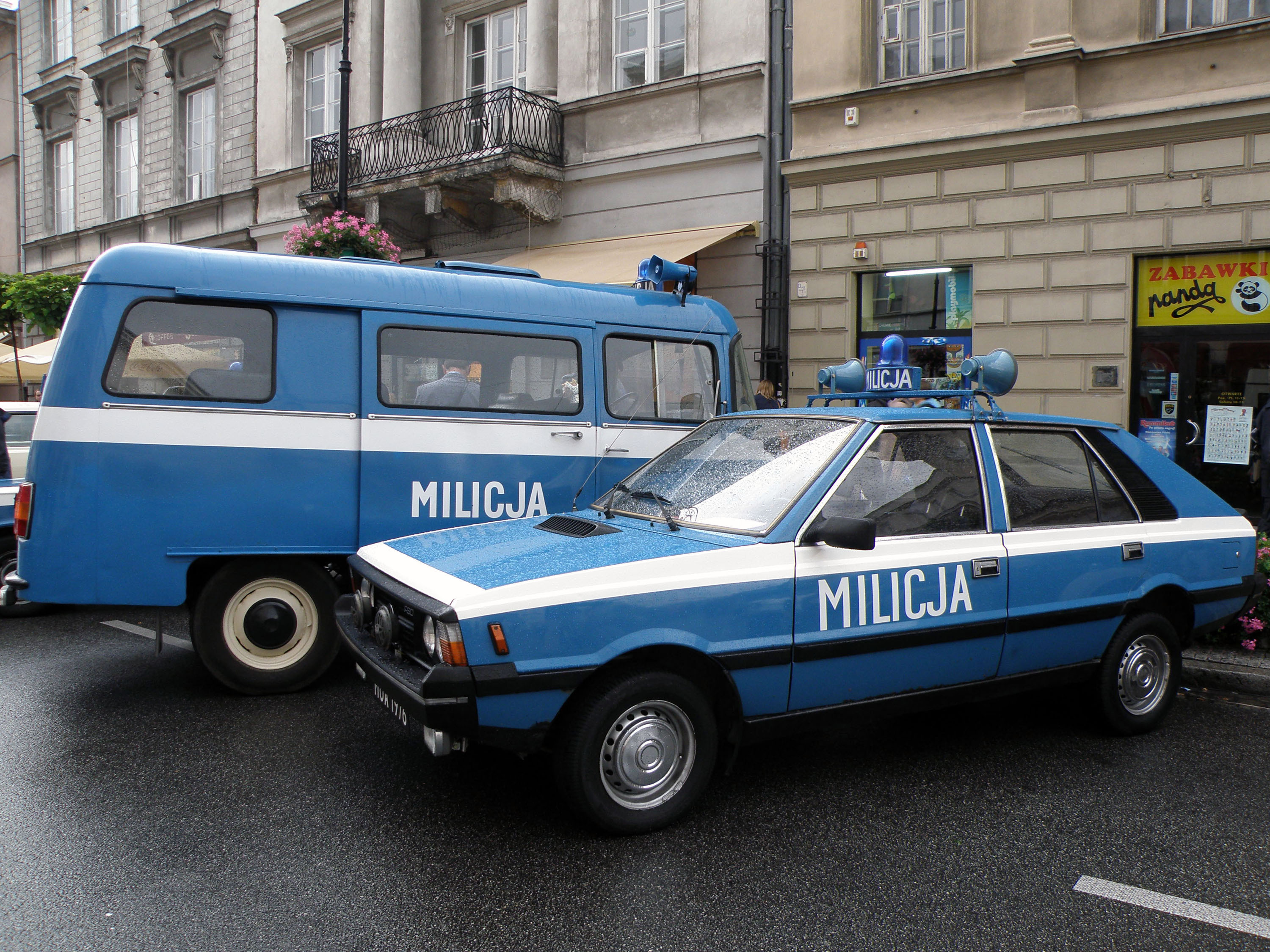
Gerestaureerde FSO Polonez en ZSD Nysa van de 'milicja' (Volksrepubliek Polen)
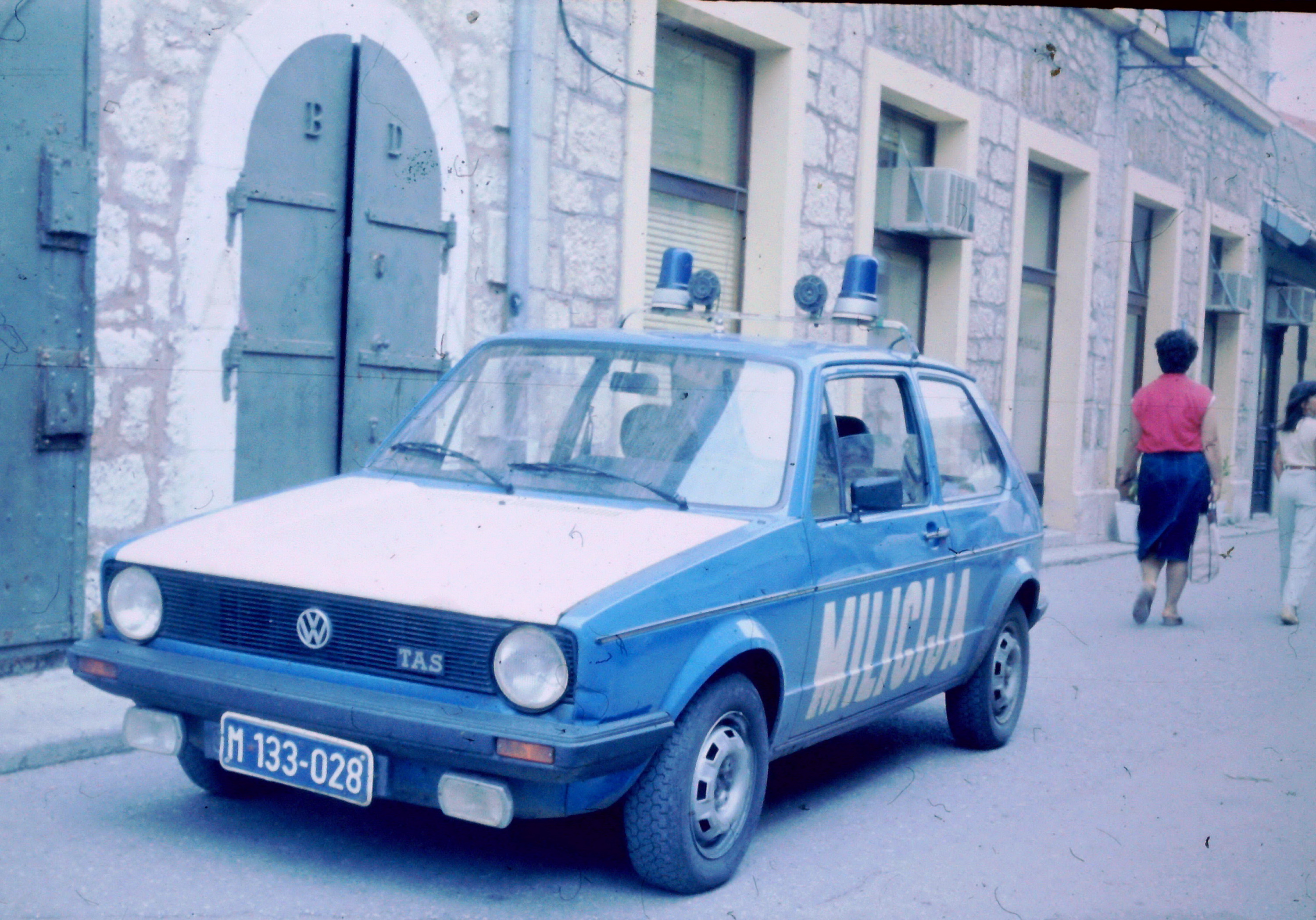
TAS-VW Golf I van de Joegoslavische 'milicija' in Mostar (1985)
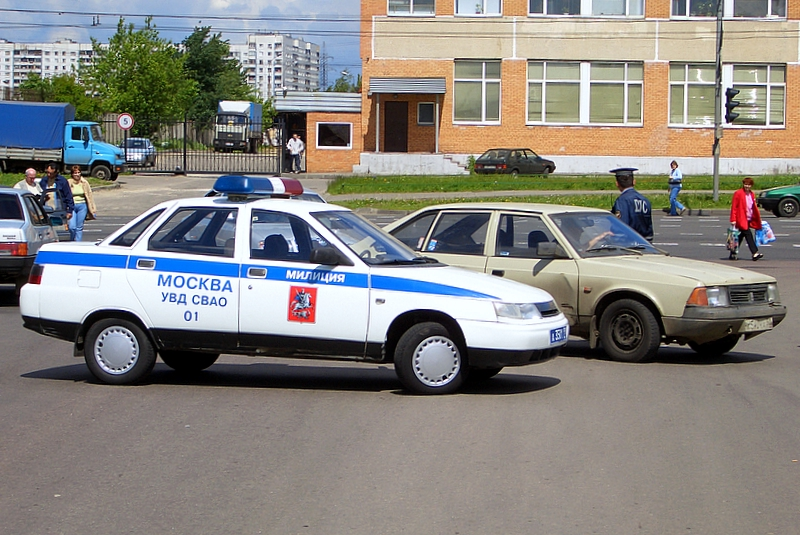
Lada 110 van de militsia in Moskou, Rusland (2005)
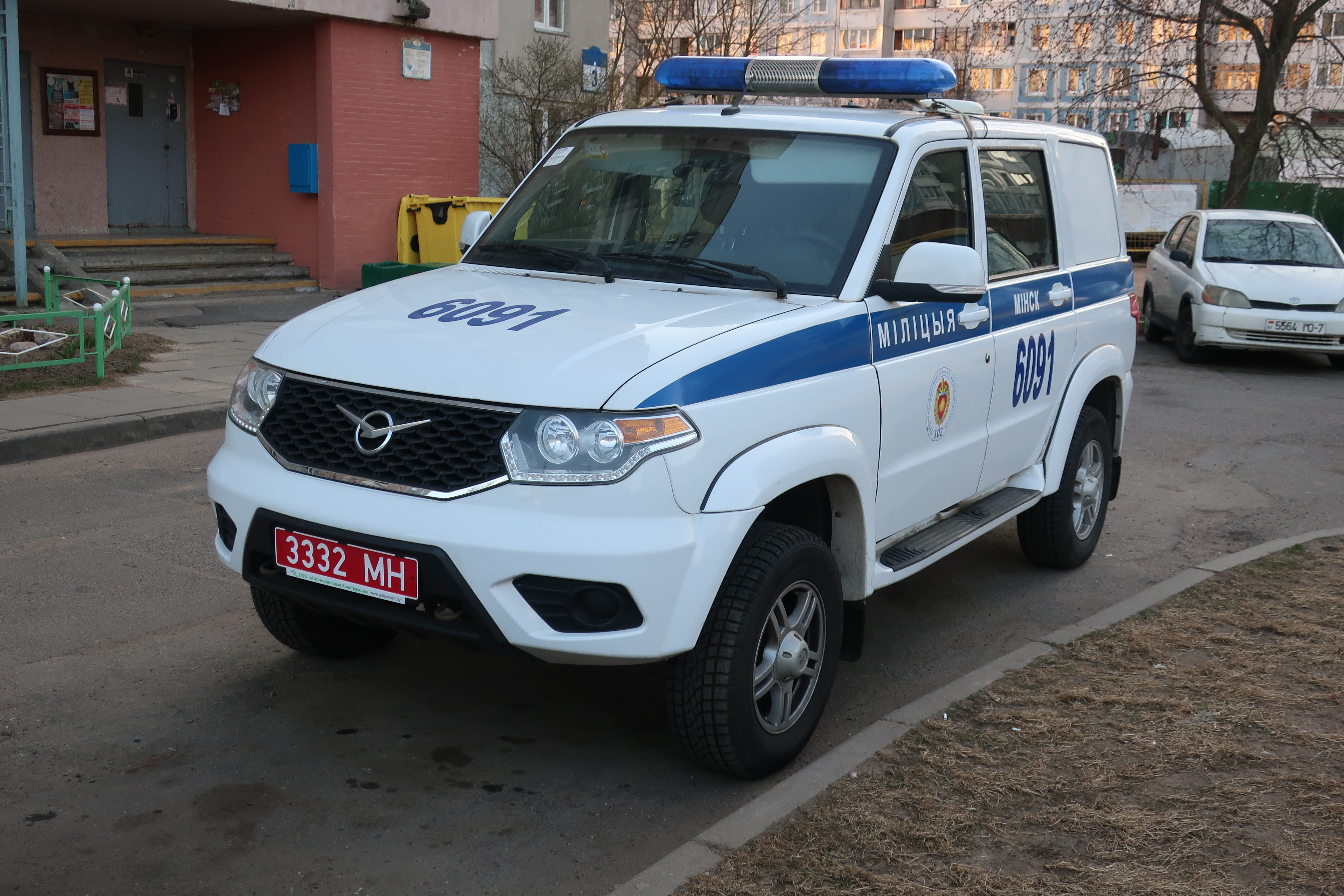
UAZ Patriot van de militsia in Minsk, Wit-Rusland (2019)